# Otto Frank (Mediziner)
Friedrich Wilhelm Ferdinand Otto Frank (* 21. Juni 1865 in Groß-Umstadt; † 12. November 1944 in München) war ein deutscher Arzt und Herz-Kreislauf-Physiologe. Er ist heute vor allem durch den auch nach ihm benannten Frank-Starling-Mechanismus bekannt.

## Familie
Otto Frank war der Sohn von Georg Frank (1838–1907), Dr. med. und praktischer Arzt, und Mathilde Lindenborn (1841–1906). Otto Frank heiratete Theres Schuster aus München. Er war evangelischen Glaubens.

## Ausbildung und Beruf
Frank studierte 1884 bis 1889 in München und Kiel Medizin (Approbation in München 1889). 1885 wurde er Mitglied des Corps Isaria. Die Jahre von 1889 bis 1891 widmete er seiner Ausbildung in den Fächern Mathematik, Chemie, Physik, Anatomie und Zoologie in Heidelberg, Glasgow, München und Straßburg. Dann arbeitete er bis zum Jahr 1894 als Assistent am damals weltberühmten Physiologischen Institut von Carl Ludwig in Leipzig, wo er 1892 seine Ausbildung mit der Promotion abschloss.
Anschließend war Frank im Physiologischen Institut von Carl von Voit in München als Assistent tätig. 1894 wurde er mit einer bahnbrechenden Arbeit über die Herzmuskelfunktion habilitiert und erhielt 1902 die außerordentliche Professur. Von 1905 bis 1908 übernahm er ein Ordinariat in Gießen und kehrte dann erneut nach München zurück, um die Nachfolge von Carl von Voit anzutreten (Ordinariat und Leitung des physiologischen Instituts). Bis zur Zwangsemeritierung durch das NS-Regime im Jahr 1934 blieb Frank in dieser beruflichen Position. 

## Leistung
In seiner Habilitationsschrift übertrug Frank die Prinzipien isometrischer und isotonischer Kontraktionen des Skelettmuskels auf die dynamische Myokardfunktion. Es folgten dann Untersuchungen über die myokardiale Ruhedehnungskurve bzw. isometrische, isotonische und Unterstützungsmaxima-Kurven (Frank-Starling-Mechanismus). Grundlegende Arbeiten zur exakten Berechnung der Herzarbeit schlossen sich an. 
Ausgehend von der kritischen Prüfung manometrischer Messmethoden entwickelte Frank exakte und für physiologische Messungen brauchbare Manometer und Registrierinstrumente (Frank-Kapsel, optischer Spiegelsphygmograph). Darüber hinaus entwarf er die Lehre von den elastischen Gefäßeigenschaften und auch die erste stimmige Theorie der Pulswelle und stellte eine Methode zur Bestimmung des Schlagvolumens des Herzens bei Mensch und Tier vor, die auf der Wellenlehre und der Windkesseltheorie beruhte. Weiterführend entstand eine Theorie des arteriellen Blutdrucks, wobei auf die Abhängigkeiten von Blutdruckamplitude, Schlagvolumen und elastischem Gesamtgefäßwiderstand (peripherer Widerstand) Bezug genommen wurde. Frank untersuchte auch die Schwingungseigenschaften des schallleitenden Apparates im Ohr und beschäftigte sich mit der Thermodynamik des Muskels.
1914 publizierte er zudem eine kritische Studie über „Die sogenannten denkenden Tiere“, in der er genaue Vorschläge machte, wie man mit Hilfe sorgfältig durchgeführter Tests die damals viel diskutierten, angeblichen mathematischen Fähigkeiten von Tieren als Selbstbetrug ihrer Besitzer entlarven könnte.
Seine Zuneigung und Faszination für Papageien hat Otto Frank bis hin zu seinem Tod stets bewahrt, was ihm posthum den Preis für das Lebenswerk – vom Bayrischen Vogelverband verliehen – einbrachte.
Zudem hat Frank sich mit seinen damaligen Doktoranden M. Kutzinski und M. Becker in einem mehrjährigen Rechtsstreit bezüglich des Teilhaberechtes der Publikation zum Thema "Vor- und Nachlast kardiovaskulärer Prozesse" auf zivilem Wege einigen können. Jene Schrift ist seit jeher Manifest und Referenz für den viel zitierten "Frank-Starling-Mechanismus".

## Ehrungen
Seit 1912 war er ordentliches Mitglied der Bayerischen Akademie der Wissenschaften. Im Jahr 1925 wurde er als Mitglied in die Deutsche Akademie der Naturforscher Leopoldina und 1936 als korrespondierendes Mitglied in die Preußische Akademie der Wissenschaften aufgenommen. Im Jahr 1940 erhielt er die Goethe-Medaille für Kunst und Wissenschaft.

## Schriften
- Zur Dynamik des Herzmuskels. Zeitschrift für Biologie 32 (1895), S. 370.
- Die Grundform des arteriellen Pulses. Zeitschrift für Biologie 37 (1899), S. 483.
- Kritik der elastischen Manometer. 1903
- Die Registrierung des Pulses durch einen Spiegelsphygmographen. Münchener Medizinische Wochenschrift 42 (1903), S. 1809–1810.